# 登记选民
登記選民是關於選民的一個選舉制度。是指一個地區一个有投票资格的公民，只有在登记为选民后才可以称为登记选民，才有投票的资格。每个公民只能在一个地方登记为选民，而不能同时在两地投票。进行选民信息登记是参与选举前的必要流程，具有选民资格的人只有进行了选民登记，才意味着选民有意向参与当届选举。
一般的选举规定投票率要超过50%投票结果才有效，这个比例是以登记选民为基础来计算的。例如说，一个有1,000人的选区，如果只有500人登记成为登记选民，那么只要有251人参加最后的投票，投票结果就有效。而有些地方不進行登記選民，只要條件達到自然成為選民。